# Victor LaValle
Victor LaValle (ur. 3 lutego 1972) – amerykański pisarz utworów fantastycznych.
Autor zbioru opowiadań Slapboxing with Jesus oraz pięciu powieści, z których jedna została przetłumaczona na język polski. Jego utwór The Ballad of Black Tom zdobył w 2016 Shirley Jackson Award w kategorii najlepsza nowela. Tworzy również eseje i recenzje książek m.in. dla „GQ”, „Essence”, „The Fader” i „The Washington Post”.

## Życiorys
Wychował się w dzielnicach Flushing i Rosedale w Queens w Nowym Jorku. Jego matka pochodziła z Ugandy, z której wyemigrowała jako dorosła osoba. Wychowywała go samotnie. Uczęszczał do Woodmere Academy, a następnie uzyskał dyplom z języka angielskiego na Uniwersytecie Cornella oraz tytuł magistra sztuk pięknych w zakresie kreatywnego pisania na Uniwersytecie Columbia. Wykłada na Columbia University School of the Arts.

## Życie prywatne
Mieszka w Nowym Jorku ze swoją żoną, powieściopisarką Emily Raboteau, synem i córką.

## Twórczość
- Slapboxing with Jesus (1999, zbiór opowiadań)
- The Ecstatic (2002)
- Big Machine (2009)
- The Devil in Silver (2012)
- The Ballad of Black Tom (2016)
- Odmieniec (2017)
- Destroyer (2017)
- Lone Women (2023)